# Ataíde
Ataíde é uma localidade portuguesa do Município de Amarante que foi sede da extinta Freguesia de Ataíde, freguesia que tinha 1,61 km² de área e 1 002 habitantes (2011), e, por isso, uma densidade populacional de 622,4 hab/km². Com as vizinhas e agregadas freguesias de Oliveira e Real, forma atualmente a vila de Vila Meã.
A Freguesia de Ataíde foi extinta em 2013, no âmbito de uma reforma administrativa nacional, tendo sido agregada às freguesias de Real e Oliveira, para formar uma nova freguesia denominada União das Freguesias de Real, Ataíde e Oliveira com sede em Real, freguesia essa que se passou a designar pelo nome da vila que forma. Vila Meã, a nova denominação foi aprovada pela Assembleia da República a 17 de Abril de 2015, e publicada pela Lei n.º 48/2015 de 5 de Junho, no Diário da República
Ataíde foi integrada no concelho de Amarante em 24 de outubro de 1855; antes dessa data fazia parte do extinto concelho de Santa Cruz de Riba Tâmega.

## História
Ataíde era uma freguesia muito antiga, que as Inquirições ordenadas por D. Dinis no ano de 1290 apuraram ser honrada, sendo senhor da honra um fidalgo de nome Gonçalo Viegas “de Ataíde”, que também possuía na freguesia uma quinta com Torre, denominada “Quinta do Pinheiro”.
No ano de 1706, António Carvalho da Costa escreveu no Tomo Primeiro da Corografia Portuguesa que ainda havia na freguesia de S. Pedro de Ataíde uma "quinta em que houve Torre, que se desfez...", na antiga honra que fora o solar de origem da família Ataíde. Nesse ano, era proprietário da referida quinta D. Manuel de Azevedo de Ataíde e Brito, senhor da honra de Barbosa - cuja família possuiu também em Ataíde, durante várias gerações, um hospital, na ermida de Nossa Senhora da Natividade (atual capela do Pinheiro).

## População
| Totais e grupos etários | Totais e grupos etários | Totais e grupos etários | Totais e grupos etários | Totais e grupos etários | Totais e grupos etários | Totais e grupos etários | Totais e grupos etários | Totais e grupos etários | Totais e grupos etários | Totais e grupos etários | Totais e grupos etários | Totais e grupos etários | Totais e grupos etários | Totais e grupos etários | Totais e grupos etários |
| ----------------------- | ----------------------- | ----------------------- | ----------------------- | ----------------------- | ----------------------- | ----------------------- | ----------------------- | ----------------------- | ----------------------- | ----------------------- | ----------------------- | ----------------------- | ----------------------- | ----------------------- | ----------------------- |
|                         | 1864                    | 1878                    | 1890                    | 1900                    | 1911                    | 1920                    | 1930                    | 1940                    | 1950                    | 1960                    | 1970                    | 1981                    | 1991                    | 2001                    | 2011                    |
| Geral                   | 346                     | 503                     | 522                     | 593                     | 652                     | 614                     | 726                     | 823                     | 797                     | 887                     | 924                     | 1 011                   | 1 156                   | 1 082                   | 1 002                   |
| i)                      |                         |                         |                         |                         |                         |                         |                         |                         |                         |                         |                         |                         |                         | 206                     | 163                     |
| ii)                     |                         |                         |                         |                         |                         |                         |                         |                         |                         |                         |                         |                         |                         | 178                     | 122                     |
| iii)                    |                         |                         |                         |                         |                         |                         |                         |                         |                         |                         |                         |                         |                         | 573                     | 559                     |
| iv)                     |                         |                         |                         |                         |                         |                         |                         |                         |                         |                         |                         |                         |                         | 125                     | 158                     |

 i) 0 aos 14 anos; ii) 15 aos 24 anos; iii) 25 aos 64 anos; iv) 65 e mais anos	

## Património
- Casa de Sta. Cruz (Viscondessa)
- Capela de Pinheiro (Nossa Senhora da Natividade)
- Capela da Feira